# Citrus hanaju
Espèce
Hanayuzu, hanayu du japonais ハナユズ ou 花柚子 - ハナユ (Hanayuzu - hanayu), (Citrus hanaju Siebold ex Shirai) est un petit agrume japonais ornemental dont le bouton floral s'utilise comme aromate. 

## Dénomination
Au Japon, il est aussi appelé 一才ユズ (Ichi-sai yuzu) littéralement yuzu de 1 an. Hanayuzu signifie yuzu - ハナ ou 花 fleur (hana). Il est le plus généralement orthographié hanayuzu, mais on rencontre aussi hana-yuzu. Son nom binomial C. hanaju a pour synonyme C. hanayu, l'attribution Siebold ex Shirai est parfois modifiée en hort..
Il est nommé 'Naringi crenulata' dans la collection UCR-Givaudan. 

## Phylogénèse
A. A. Abkenar, S. Isshiki et al. (2007) dans une étude pionnière par polymorphisme de longueur des fragments de restriction regroupent Yuzu (Tetraploid, Tochikei yuzu et Yamanekei yuzu), Matsuda sudachi, Zuishoyu, Hanayu et Yuko. Shimizu et al. (2016) définissent un cytotype C09 type yuzu comprenant Hanayu, Kourai tachibana (C. nippokoreana Tanaka) et yuzu (C. junos). 
Ils écrivent «le test de partage d'allèles suggère que hanayu est un hybride de yuzu × tachibana-A » avec deux mésappariements (possible mutation ou biais d'observation).  Kourai tachibana est un autre hybride de yuzu avec polinisateur non identifié du groupeC. tachibana qui relève du pole primitif des mandarines. M Minamisawa (2021) le classe aussi avec yuzu.

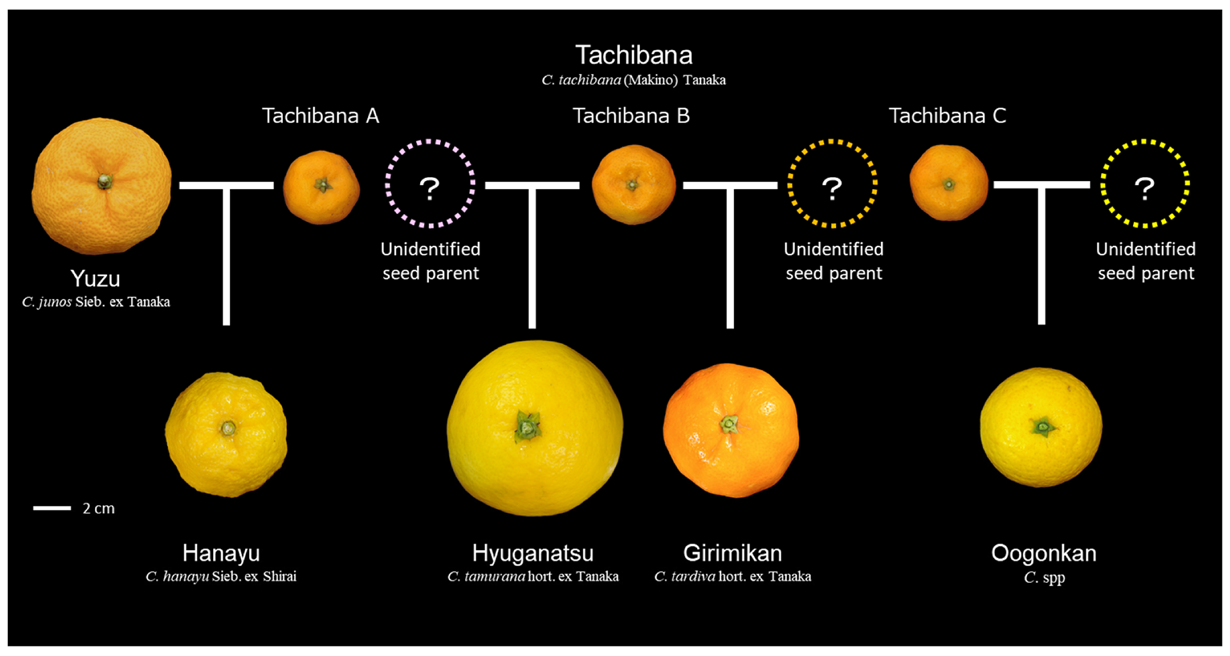
«Tanaka a classé Hanayu comme C. hanayu Sieb. ex Shirai, et on pensait qu'il s'agissait d'une variété apparentée au Yuzu. On a découvert plus tard qu'il s'agissait d'un hybride naturel de Yuzu et de tachibana A. Malgré les différences de caractéristiques des fruits, la saveur du Hanayu est proche de celle du Yuzu et non pas du tachibana; par conséquent, il a été utilisé comme substitut du Yuzu.» T. Shimizu 2022.

Un hybride monoembryonnaire et mâle stérile HY-16 a été obtenu en 2005 par croisement de Hanayu x Yuzu à l'Université de Kyushu.

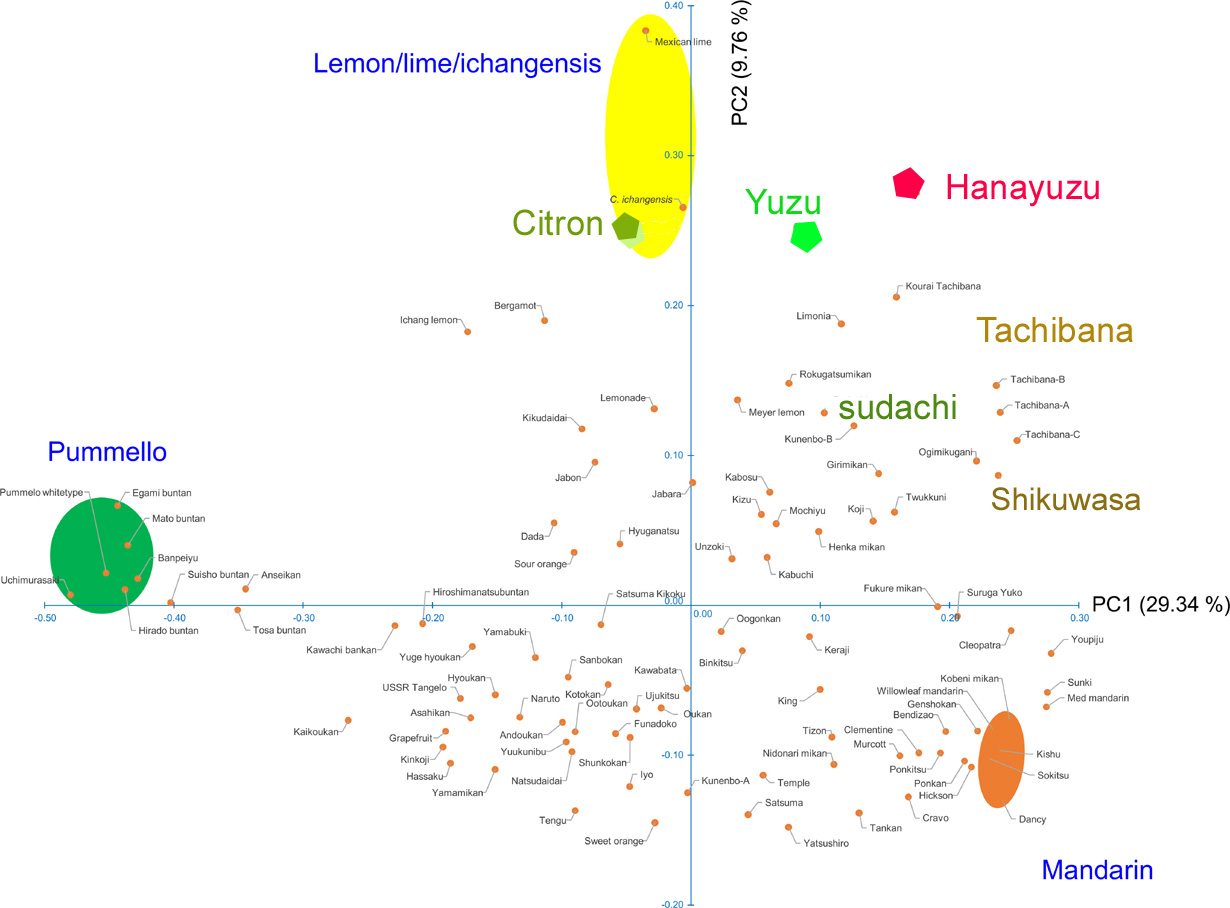
hanayu est bien démarqué de yuzu du côté tachibana dans la carte des marqueurs d'ADN génomique des agrumes japonais de Shimizu et al. (2016)

## Morphologie
Plus petit que le yuzu, environ 3 m, l'arbuste donne rapidement fleurs et petits fruits nombreux (4.5 cm). Il est ornemental et cultivé pour sa floraison (avril). La maturité des fruits est septembre à décembre. Il serait peu sensible aux insectes et aux maladies.

## Usages
Quelques vertus inhibitrices et antioxydantes sont signalées.

### La fleur

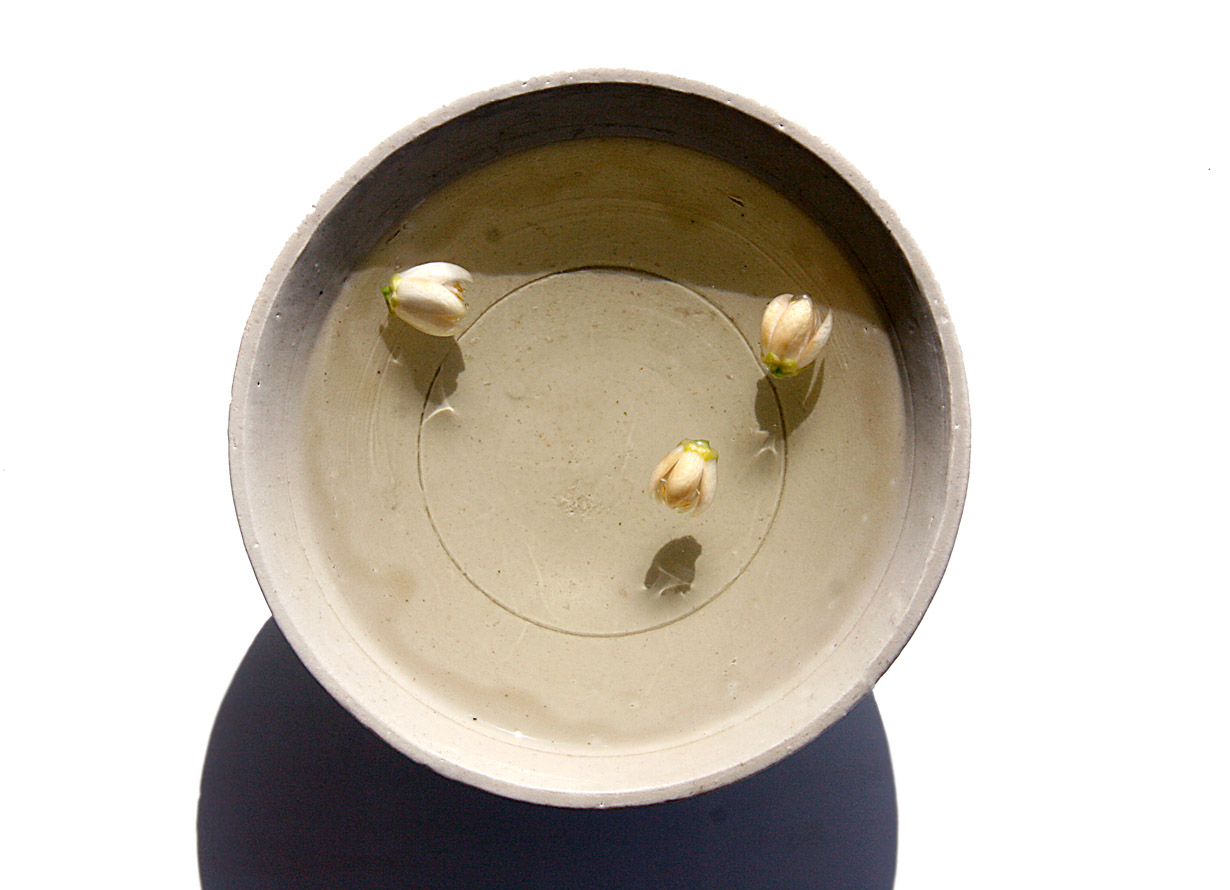
boutons d'hanayuzu qui s'ouvrent dans un bouillon chaud

Les boutons de fleurs de hanayu s'emploient dans les bols en japonais 椀物 (Wan-mono) qui sont des plats ou liquides servis dans des bols. Les boutons floraux encore fermés dont on élimine le pédoncule sont posés sur le liquide chaud (thé, bouillon, saké), la chaleur provoque leur ouverture et ils libèrent alors un puissant parfum de fleur de yuzu (lorsque les pétales blancs s'ouvrent, le parfum du yuzu embaume et rend le met joyeux pour l'œil et le nez). Ils donnent au liquide une saveur qui évoque ce parfum. Le fleur de hanayuzu est un aromate saisonnier typique de la cuisine Kaiseki.
Shigeko Nakamura dans sa monographie 柚子のある暮らし (Vivre avec le Yuzu) (2006) donne (p.59) un bouillon de dashi aux légumes et aux champignons avec 3 boutons de fleurs de hanayuzu par bol, elle en pose également sur ses desserts sucrés.

### Le fruit
Le fruit est moins parfumé que le yuzu. Le fuit mur (jaune) se farci de gelée ゆずゼリー (Yuzu zerī) faite de son jus sucré, de farce au fromage, on parle de bonbons de yuzu, dessert sucré.

### La feuille
A l'occasion des recherches de feuilles riches en flavanone -O- glycosides (narirutine, naringine, hespéridine et néohespéridine), composants fonctionnels bénéfiques pour la santé et dont qui affecte le goût, un hybride F 1 de Hanayu  × 'Katsuyama kuganii'  (shikuwasa, Citrus depressa ) a été cartographiés. Les substitutions d'acides aminés dans un gène putatif de glycosyltransférase ont été corrélées à l'accumulation de néohespéridine (2023).

### Huile essentielle
Sawamura (2011) écrit que l'huile essentielle est parfois un substitut, une imitation ou mélangée à celle de yuzu mais moins forte. Dans une étude détaillée (2001) il a montré les différences de composition entre hanayuzu, yuzu, natsudaidai, etc. hanayuzu est plus riche que yuzu en pinène et sabinène.